# Пашикян, Арман Владимирович
Арма́н Влади́мирович Пашикя́н (род. 28 июля 1987, Иркутск) — армянский шахматист, международный гроссмейстер.
В 2005 году стал победителем юношеского чемпионата Европы по быстрым шахматам.
В 2008 году выиграл международные турниры в Гюмри и Мартуни.
Неоднократно участвовал в чемпионатах Армении; чемпион Армении 2009 года, 2 место (2006).

## Изменения рейтинга
| Графики недоступны из-за технических проблем. См. информацию на Фабрикаторе и на mediawiki.org. |